# Regeringen Sunila II
Regeringen Sunila II var det självständiga Finlands 19:e regering bestående av Agrarförbundet,  Samlingspartiet, Svenska folkpartiet och Framstegspartiet. En opolitisk fackminister fanns på plats som biträdande inrikesminister under Mäntsäläupprorets år 1932; först Lennart Oesch och sedan Arvo Manner. Av dessa tjänstgjorde Oesch under tiden då upproret kvästes i tolv ministerdagar. Ministären regerade från 21 mars 1931 till 14 december 1932.
Inom inrikespolitiken fick regeringen i uppdrag att återskapa ordning i landet efter Mäntsäläupproret 1932 och inom den ekonomiska politiken var bekämpandet av den stora depressionen prioritet nummer ett. Med president Pehr Evind Svinhufvuds hjälp återställde regeringen ordningen men den ekonomiska politiken var ett misslyckande. Regeringen Sunila II avgick efter att president Svinhufvud motsatte sig regeringens förslag till räntereglering.
| Minister                                                                     | Ämbetsperiod | Parti                                      |
| ---------------------------------------------------------------------------- | --- | ------------------------------------------ |
| Statsminister J.E. Sunila                                                    | 21 mars 1931–14 december 1932                                                                                    | Agrarförbundet                             |
| Utrikesminister Aarno Yrjö-Koskinen                                          | 21 mars 1931–14 december 1932                                                                                    | Samlingspartiet                            |
| Justitieminister T.M. Kivimäki                                               | 21 mars 1931–14 december 1932                                                                                    | Framstegspartiet                           |
| Inrikesminister Ernst von Born                                               | 21 mars 1931–14 december 1932                                                                                    | Svenska folkpartiet                        |
| Biträdande inrikesminister Niilo Solja Lennart Oesch Arvo Manner Eljas Erkko | 21 mars 1931–3 mars 1932 3 mars 1932–14 mars 1932 14 mars 1932–20 oktober 1932 25 november 1932–14 december 1932 | Samlingspartiet opolitisk Framstegspartiet |
| Försvarsminister Jalo Lahdensuo                                              | 21 mars 1931–14 december 1932                                                                                    | Agrarförbundet                             |
| Finansminister Kyösti Järvinen                                               | 21 mars 1931–14 december 1932                                                                                    | Samlingspartiet                            |
| Undervisningsminister Antti Kukkonen                                         | 21 mars 1931–14 december 1932                                                                                    | Agrarförbundet                             |
| Jordbruksminister Sigurd Mattsson                                            | 21 mars 1931–14 december 1932                                                                                    | Agrarförbundet                             |
| Biträdande jordbruksminister Pekka Heikkinen                                 | 21 mars 1931–14 december 1932                                                                                    | Agrarförbundet                             |
| Minister för kommunikationsväsendet och allmänna arbetena Juho Niukkanen     | 21 mars 1931–14 december 1932                                                                                    | Agrarförbundet                             |
| Handels- och industriminister Axel Palmgren                                  | 21 mars 1931–14 december 1932                                                                                    | Svenska folkpartiet                        |
| Socialminister Edvard Kilpeläinen Erkki Paavolainen Kalle Lohi               | 21 mars 1931–3 mars 1932 3 mars 1932–20 oktober 1932 20 oktober 1932–14 december 1932                            | Samlingspartiet Agrarförbundet             |
| Minister utan portfölj Eljas Erkko                                           | 20 oktober 1932–25 november 1932                                                                                 | Framstegspartiet                           |

## Fotnoter
1. ↑  Oesch, Karl Lennart Arkiverad 9 december 2021 hämtat från the Wayback Machine.. Statsrådet.
2. ↑  
Sunila, Juho Emil. Finlands nationalbiografi. (finska)
3. ↑  19. Sunila II Arkiverad 26 april 2014 hämtat från the Wayback Machine. Statsrådet (finska)